# Gabiria
Gabiria – gmina w Hiszpanii, w prowincji Guipúzcoa, w Kraju Basków, o powierzchni 14,88 km². W 2011 roku gmina liczyła 488 mieszkańców.